# Schleuse Wusterwitz
Die Schleuse Wusterwitz bildet die Schleusengruppe der Kanalstufe Wusterwitz am östlichen Ende der Bundeswasserstraße Elbe-Havel-Kanal zwischen der Gemeinde Wusterwitz und dem Dorf Woltersdorf in der Gemeinde Bensdorf im deutschen Bundesland Brandenburg. Die Schleuse liegt anteilig in beiden Gemeinden.

## Alte Schleuse (Nordschleuse)
Die erste Schleuse Wusterwitz, früher auch Großwusterwitz genannt, wurde erbaut von 1927 bis Juli 1930. Errichtet wurde eine Schleppzugschleuse mit einer Länge von 225 und einer Breite von 12 Metern. Die Häupter und Kammerwände der Schleuse bestehen aus Stahlbeton. Die Schleusenwände wurden zusätzlich mit roten Klinkern verblendet. Das Oberhaupt der Schleuse wird verschlossen durch ein Klapptor, das Unterhaupt durch ein Stemmtor. Über das Unterhaupt führt eine Brücke. Unter der Brücke ist eine höhenverstellbare Stoßschutzeinrichtung zum Schutz der Tore gegen Schiffsstoß angebracht. Am Unterhaupt befindet sich auch das bisherige Bedienungsgebäude der Schleuse. Die maximale Fallhöhe beträgt 4,75 Meter, die minimale 2,95 Meter. Diese Situation tritt bei dem höchsten möglichen Hochwasserstand der Havel ein. Bei einem höheren Wasserstand ist eine Schleusung nicht möglich. Im Unterwasser der Schleuse liegt der Havelpegel zwischen der Schleuse Brandenburg am Kilometer 55,55 in der Havel und der Schleuse Bahnitz am Kilometer 81,95 der Untere Havel-Wasserstraße an.

## Neue Schleuse (Südschleuse)
Im Rahmen des Verkehrsprojekts Deutsche Einheit Nr. 17 wird neben der bereits bestehenden Schleuse Wusterwitz eine neue Schleuse errichtet. Am 27. Oktober 2008 wurde der symbolische erste Spatenstich für den Bau der neuen Südschleuse und des oberen Vorhafens vollzogen. Die 12,50 Meter breite Schleusenkammer hat eine nutzbare Länge von 190 Meter. Die maximale Fallhöhe beträgt ebenfalls 4,75 Meter, die minimale 2,95 Meter. Die Schleuse erhält ein modernes und wirtschaftliches hydraulisches Seitenfüllsystem. Das Oberhaupt und das Unterhaupt werden durch Stemmtore verschlossen und für das Öffnen und Schließen der Längskanäle sind Gleitschütze eingebaut. Alle Betriebsverschlüsse werden durch Elektrohubzylinder angetrieben.
Über das Unterhaupt der Schleuse führt eine Brücke auf den Mitteldamm. An der Ostseite der Schleuse befindet sich das neue Schleusenbetriebsgebäude, von welchem zukünftig beide Schleusen und das Wehr gesteuert werden können. Die südlichen Liegeplatzbereiche in den Vorhäfen sind jeweils 440 Meter lang und durch rückverankerte Spundwände auf einer Breite bis 80 Meter begrenzt. Neben dem Neubau der Südschleuse Wusterwitz wird das bestehende Schützenwehr im Woltersdorfer Altkanal durch ein modernes 5 Meter breites Fischbauchklappenwehr ersetzt. Dieses wird einseitig durch einen Elektrohubzylinder angetrieben.
Die Verkehrsfreigabe der neuen Schleuse (Südkammer) war für 2014 vorgesehen.
Während der Sperrung der Nordkammer im März 2015 wurde für die Schifffahrt die Umfahrung auf der Unteren Havel ermöglicht. Die Bauarbeiten an der neuen Schleuse ruhten wegen Baumängeln seit 2013. Die zweite Schleusenkammer soll saniert werden. Durch Verzögerungen bei den Bauarbeiten und festgestellte Baumängel wurde die Südschleusenkammer erst am 2. August 2022 in Betrieb genommen.

## UKW
Anrufkanal für die Schifffahrt ist UKW Kanal 18.

## Begleitmaßnahmen
Im Schleusenbereich wurden neue Grünanlagen angelegt und Bäume gesetzt. Die entstandenen Schrägufer wurden begrünt und in Teilbereichen Röhricht angepflanzt. Alte bauliche Anlagen wurden entfernt und der Boden entsiegelt. Amphibienausstiege wurden gebaut.

## Bilder

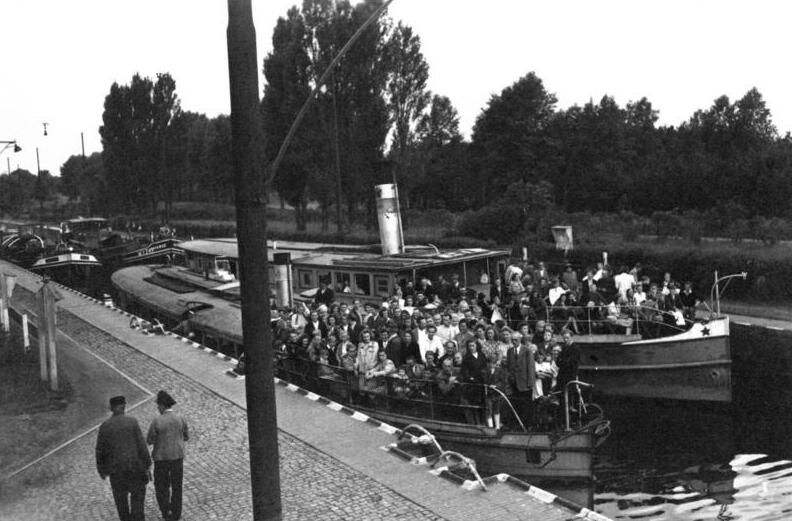
Fahrgastschiffe in der alten Schleuse 1947
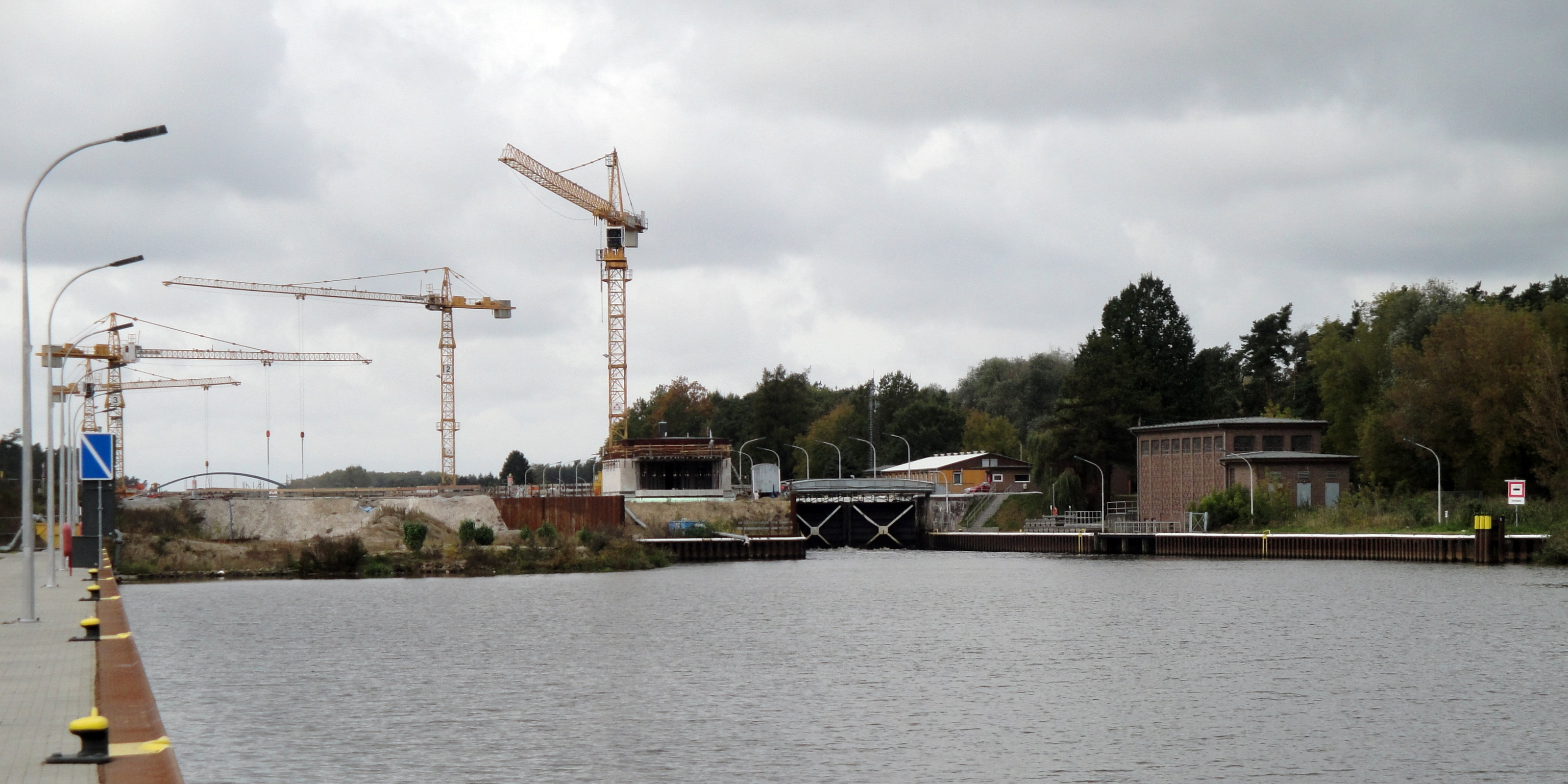
Schleuse Wusterwitz im Oktober 2010
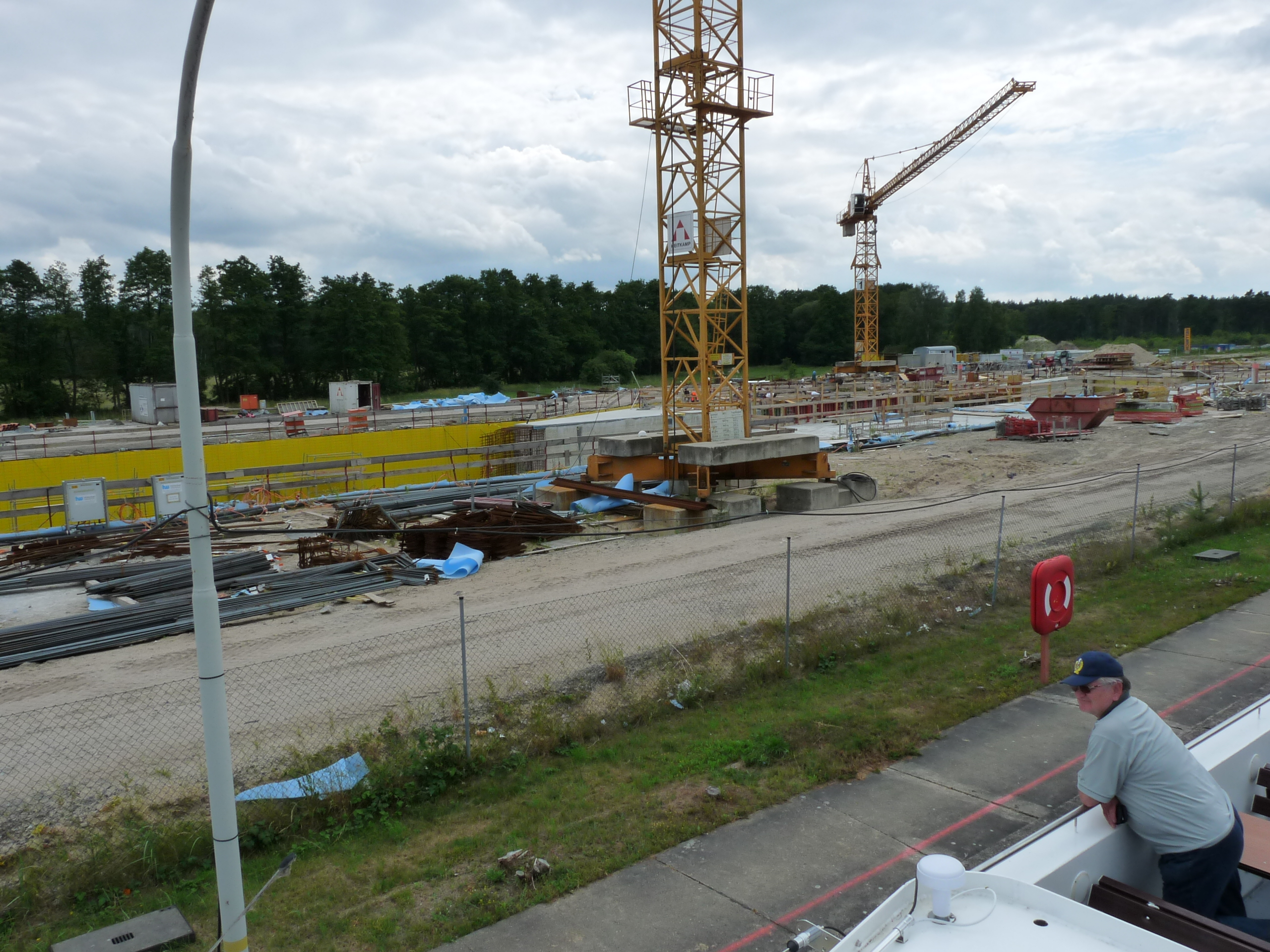
Baustelle Südschleuse im Juni 2011

## Karten
- Folke Stender: Redaktion Sportschifffahrtskarten Binnen 1 Nautische Veröffentlichung Verlagsgesellschaft ISBN 3-926376-10-4.
- W. Ciesla, H. Czesienski, W. Schlomm, K. Senzel, D. Weidner: Schiffahrtskarten der Binnenwasserstraßen der Deutschen Demokratischen Republik 1:10.000. Band 4. Herausgeber: Wasserstraßenaufsichtsamt der DDR, Berlin 1988, OCLC 830889996.